# گوبتین
گوبتین (به صربی: Gubetin) یک منطقهٔ مسکونی در صربستان است که در پروکوپلیه واقع شده‌است. گوبتین ۲۲۵ نفر جمعیت دارد.